# Binger Fußball-Vereinigung Hassia
Binger Fußball-Vereinigung Hassia é uma agremiação esportiva alemã, fundada a 20 de maio de 1925, sediada em Bingen am Rhein, na Renânia-Palatinado.
O Hassia já atuou no nível mais alto do futebol alemão, a última vez na temporada 1952-1953. Em 2009-2010, o clube jogou o módulo correspondente à quinta divisão, a Oberliga Südwest. A equipe também obteve algum sucesso na DFB-Pokal, a Copa da Alemanha, alcançando a terceira fase da competição por duas vezes.
A associação esportiva também oferece aos seus associados tênis de mesa como um segundo esporte. A sua equipe feminina de futebol integrou a 2ª Bundesliga Süd na temporada 2008-2009, conquistando a promoção para a Bundesliga.
Hassia é o nome latino para Hessen.

## História

### 1910-1945
O BFV Hassia foi formado realmente em 1910, mas o futebol só foi implantando em Bingen sob o nome de Hassia em 1908.
O primeiro clube subiu para o então nível mais alto do futebol na região, em 1926, quando ganhou a promoção para a Bezirksliga Rheinhessen-Saar. O time terminou em quinto lugar nesse campeonato de dez clubes em sua primeira temporada, depois que a liga foi dissolvida. A equipe então tomou parte do novo módulo, a Bezirksliga Main-Hessen, na qual atuou nas seguintes três temporadas, sendo rebaixada, em 1930, depois de terminar em última.
O Hassia venceu a etapa de promoção para a Bezirksliga, em 1933, e, assim, se classificou na próxima temporada. A introdução da Gauliga sistema de dezesseis ligas de nível máximo implantadas na Alemanha pelo nazismo, em 1933, no entanto, retirou o time de seu lugar na primeira divisão. A redução do número de ligas de topo na Alemanha a dezesseis não foi suficiente a qualificar o time à Gauliga Südwest/Mainhessen. A ausência do Hassia duraria até 1945.

### 1945-1963
Na Alemanha pós-guerra, o Hassia foi agrupado na divisão norte do módulo Oberliga Südwest para a temporada de 1945-1946. A participação na então elite do futebol alemão perdurou apenas por uma temporada, pois a equipe imediatamente voltou ao segundo nível.
O futebol na região do sudeste da Alemanha foi dividida em três divisões na época. Vorderpfalz, Westpfalz e Rheinhessen. O clube atuou na Rheinhessen sem chegar próximo à promoção nos anos seguintes. 
Em 1951, o Hassia se tornou uma das quatro equipes desse campeonato a ganhar a entrada à recém-criada 2. Oberliga Südwest, a nova divisão de segundo nível na região. Em sua primeira temporada, a equipe terminou em terceiro. O resultado foi suficiente para o time retornar à Oberliga.
O clube, em sua temporada na primeira divisão pela última vez, foi completamente superado, terminando em último com três pontos em trinta jogos, permanecendo toda a temporada sem vitórias. O BFV Hassia sofreu 142 gols e marcou apenas 32. Na temporada seguinte, na 2. Oberliga foi melhor e o time terminou em sexto. Depois de um sétimo lugar no ano seguinte, o clube ficou em último, mais uma vez, na temporada 1955-1956 e foi rebaixado para a terceira divisão, a Amateurliga Südwest.
O Hassia venceria a terceira divisão em 1957 e 1959. Em 1957, a equipe, contudo, falhou na fase de promoção, os chamados play-offs, ficando em último entre os quatro clubes, mas em 1959, venceu seu grupo sem perder um jogo sequer e retornou à 2. Oberliga. O resultado permitiu ao Hassia participar do Campeonato Amador Alemão, do qual foi eliminado pelo FC Singen 04 nas semifinais.
De 1959 a 1963, o clube atuou como um time de porte médio na segunda divisão, mas seus resultados não foram bons o suficiente para qualificá-lo para o novo segundo nível, a recém-criada Regionalliga Südwest quando a Fußball-Bundesliga foi implantada, em 1963.

### 1963-2006
Hassia então retornaria à Amateurliga, uma liga que perduraria até 1968, terminando no meio da tabela. Na temporada 1967-1968, o clube sofreu outro rebaixamento, agora para a quarta divisão. Demoraria até 1974] para o time se recuperar desse revés e retornar à Amateurliga.
Em 1974, o clube também inaugurou o seu novo estádio, o qual teve de ser vendido para a cidade de Bingen, em 1986.
A equipe entrou na primeira fase da Copa da Alemanha pela primeira vez, em 1975, avançando à terceira fase, na qual foi nocauteado pelo SV Röchling Völklingen 06. 
Na temporada 1976-1977, o elenco obteve uma excelente temporada, terminando em segundo, em igualdade de pontos, com o Wormatia Worms. No campeonato amador alemão, mais uma vez, saiu nas quartas-de-final ao capitular diante do BFC Preussen. Além disso, também atuou na taça nacional, uma vez mais, avançando para a terceira fase após vitórias sobre o 1. FC Schweinfurt 05 e Sportfreunde Eisbachtal, perdendo em seguida para o SpVgg Bayreuth. No ano seguinte, outro segundo lugar foi suficiente para qualificá-lo para a nova Oberliga Südwest. Houve ainda outra aparição na Copa da Alemanha, mas o time perdeu logo na primeira fase, sendo eliminado pelo Stuttgarter Kickers.
A equipe tornou-se um dispositivo elétrico nesta liga, gastando 23 das 28 estações possíveis até 2006. Somente a partir de 1991 a 1994 e, novamente de 2001 a 2003, participou da camada abaixo, agora intitulada Verbandsliga Südwest. Seu melhor desempenho na época foi um quarto lugar em 1984 e 1996. Nas cinco temporadas disputadas na Verbandsliga naquele momento, a equipe sempre terminou entre as três primeiras. O clube ainda participaria da primeira fase da Copa da Alemanha por mais três vezes. Em 1981, avançou para a segunda fase após uma vitória sobre o SpVgg Landshut. Já em 1983 e 1986, foi eliminado na fase de abertura.
A 2 de outubro de 1983 o atleta Jürgen Wilhelm marcou um gol pelo clube contra o FC 08 Homburg que foi votado como o Gol do mês pela estação de televisão alemã ARD.

### De 2006 aos dias atuais
Depois de terminar em penúltimo a temporada 2005-2006 na Oberliga, apenas à frente do insolvente SV Weingarten, time foi rebaixado à Verbandsliga mais uma vez. De volta ao que era agora a quinta divisão, o Hassia lutou, mas ao contrário de ocasiões anteriores, foi nono e décimo nas duas temporadas seguintes. O clube, no entanto, não compartilhou o destino de muitos outros grandes nomes da ex-Oberliga que caíram o sistema de ligas e se recuperaram. Contudo, um título da liga, na temporada 2008-2009, significou um retorno à Oberliga mais uma vez para 2009-2010, na qual acabou rebaixado. Na temporada 2010-2011, o time ficou em 11ª na Verbandsliga Südwest.

## Títulos
- Ligas
  - Amateurliga Südwest (III) campeão: 1957, 1959;
  - Verbandsliga Südwest (V-VI) campeão: 2003, 2009;
- Copas
  - South West Cup vencedor: 1981, 1983;

## Cronologia recente
| Temporada | Divisão                   | Posição |
| 1999–2000 | Oberliga Südwest (IV)     | 13ª     |
| 2000–01   | Oberliga Südwest          | 19ª ↓   |
| 2001–02   | Verbandsliga Südwest (V)  | 3ª      |
| 2002–03   | Verbandsliga Südwest      | 1ª ↑    |
| 2003–04   | Oberliga Südwest (IV)     | 13ª     |
| 2004–05   | Oberliga Südwest          | 9ª      |
| 2005–06   | Oberliga Südwest          | 17ª ↓   |
| 2006–07   | Verbandsliga Südwest (V)  | 8ª      |
| 2007–08   | Verbandsliga Südwest      | 11ª     |
| 2008–09   | Verbandsliga Südwest (VI) | 1ª ↑    |
| 2009–10   | Oberliga Südwest (V)      | 18ª ↓   |
| 2010–11   | Verbandsliga Südwest (VI) | 11ª     |
| 2011–12   | Verbandsliga Südwest (VI) | 10ª     |
| 2012–13   | Verbandsliga Südwest (VI) | ª       |